# Lipschitziella
Lipschitziella es un género de plantas con flores perteneciente a la familia de las asteráceas. Comprende 3 especies descritas y pendientes de ser aceptadas.

## Taxonomía
El género fue descrito por Jaub. & Spach y publicado en Illustrationes Plantarum Orientalium 2: [101–103]. 1846.

## Especies
A continuación se brinda un listado de las especies del género Lipschitziella pendientes de ser aceptadas en junio de 2014, ordenadas alfabéticamente. Para cada una se indica el nombre binomial seguido del autor, abreviado según las convenciones y usos.
- Lipschitziella carduicephala (Iljin) Kamelin
- Lipschitziella ceratocarpa (Decne.) Kamelin